# Provinciedomein De Gavers
Provinciedomein De Gavers is een West-Vlaams natuur- en recreatiedomein van 192 ha in de gemeentes Harelbeke en Deerlijk. Het Gavermeer van ongeveer 65 ha ontstond door zandwinning in de jaren 1960, die nodig was voor de aanleg van de nabijgelegen snelweg E17. Daarvoor was het een drassig meersengebied.
Het beheer van de Gavers valt onder de provincie van West-Vlaanderen. Met ongeveer 800.000 bezoekers per jaar is dit het drukstbezochte provinciedomein van deze provincie.
Faciliteiten omvatten een zwemstrand, speelweides, wandel-, ruiter- en fietspaden, cafetaria's en een avonturenpark. Ruimte voor recreatie laat watersporten op het Gavermeer toe zoals: zeilen, surfen en kajakken. Een deel van het domein is natuurreservaat waar vooral watervogels kunnen overwinteren.

## Toponymie
Het woord 'gavers' is volgens het Oudnederlands woordenboek (ONW) afkomstig van het Germaanse gavra, wat drassig grasland of moeras betekent. Andere natuurgebieden in Vlaanderen delen ook deze naam. De Gavers liggen op een komvormige laagte van de Gaverbeek in de Vlaamse Vallei.

## Geschiedenis

### Archeologische vondsten
In en om de Gavers werden de voorbije 50 jaar talrijke archeologische vondsten gedaan. De oudste artefacten zijn vuurstenen uit de midden- en de late steentijd (rond 10.000 v.C.). In de periode 10.000 - 4300 v.C. bewoonden rondtrekkende mensen (jager-verzamelaars) de omgeving. De eerste permanente nederzetting kwam er omstreeks 1800 v.C., dit bewijzen vondsten van zgn. klokbekeraardewerk. Nogal wat vondsten komen uit de Romeinse periode (57 v.C. - 410 n.C.). Uit dit tijdperk dateren onder meer een inheemse begraafplaats, een inheems heiligdom (met tientallen godenbeeldjes in terracotta) en een grote bronzen ketel.

### Gavermeersen
Het gebied maakte in de vroege middeleeuwen (ca. 500 - 1000) deel uit van een groot woud, het Methelawoud. Dat woud verdween geleidelijk door houtkap, waarbij het vrijgekomen land werd gebruikt voor de landbouw. Rond 1600 waren de Gavers al een drassig weidegebied. Op de Vandermaelenkaarten (uit de 19de eeuw) wordt het huidige natuurdomein aangegeven als Gavere Weyde. Het oorspronkelijke Gaverlandschap bestond uit laaggelegen wei- en hooilanden met rijen knotwilgen of elzen en populieren langs de ontsluitingswegen. De natte weilanden aan de Gaverbeek stonden in de winter geregeld onder water.

### Huidige Gavers
Voor de aanleg van de autosnelweg E3 (de huidige E17) was behoefte aan grote hoeveelheden zand. Dit werd in goede kwaliteit gevonden in de nabije Gavermeersen. Er werd een gebied van 80 ha onteigend en in augustus 1968 begon men de eerste gronden weg te zuigen. Tegen eind 1970 was 4.000.000 m3 weggespoten en had het oorspronkelijke landschap van natte hooilanden plaats gemaakt voor een grote waterplas van 62 ha. In 1974 kocht het Provinciebestuur van West-Vlaanderen het gebied aan van de Intercommunale E3 en de Intercommunale Leiedal. De totale oppervlakte werd vergroot en uitgebouwd voor recreatie en natuurmogelijkheden.
De Gavers bestaan tegenwoordig uit een groot meer met daaromheen bossen, wandel- en fietspaden. 

## Natuur

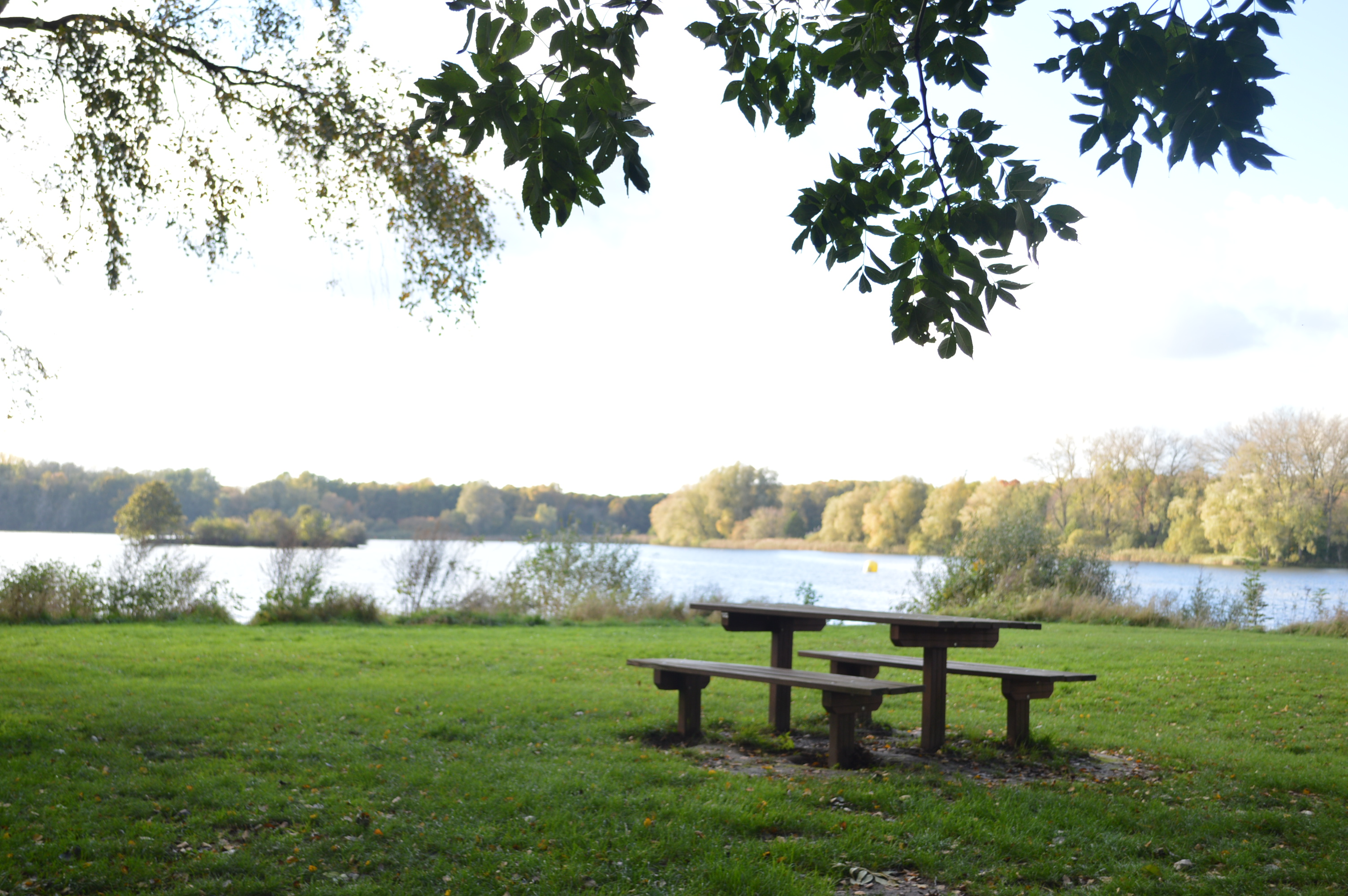
Uitzichtpunt vanaf een van de schiereilanden.

Het westelijke deel van het Gavermeer is een permanent vogelreservaat, en wordt 's winters fors uitgebreid om de dieren optimale rust te kunnen bieden. In het oostelijke deel huist een reigerkolonie met een zeventigtal nesten. 
Natuurpunt Gaverstreke neemt het beheer van de "Vlinderweides" (1 ha bloemen- en insectenrijk hooiland), de "Villaplasjes" (6 ha natte weiden met ondiepe plassen) en de Oeverzwaluwenwand voor haar rekening.
Het meer wordt als wachtbekken voor drinkwater uit het kanaal Kortrijk-Bossuit gebruikt.
Rond de waterplas loopt de volledig gescheiden Gaverbeek die vervuild water naar het waterzuiveringsstation aan de Leie in Harelbeke brengt.
In 2006 werd aan een zuidoostelijke hoek van het meer een soort zwembad gebouwd.
In 2021 vingen grote werken aan om het domein met ongeveer 20 hectare uit te breiden, tot 212 hectare. Drie nieuwe zones zullen ingericht worden voor natte natuur, natuureducatie en recreatie, een gecontroleerd overstromingsgebied en het herstellen van de natuurlijke loop van de Gaverbeek. Deze werken omvatten een aantal fases, waarbij het einde wordt voorzien in 2025.

## Bereikbaarheid
De Gavers zijn bereikbaar met de auto via de parkings Meersstraat, Stasegemsesteenweg en Eikenstraat.

### Openbaar vervoer
Buslijnen 71 en 74 hebben hun halte aan De Gavers
- lijn 71 (Waregem - Deerlijk - Harelbeke - Kortrijk)

- lijn 74 (Hulste - Bavikhove - Harelbeke - Stasegem / Kortrijk)

## Koutermolen
De Koutermolen, een oude staakmolen uit de streek, werd in 1981-1986 gerestaureerd en in de Gavers heropgebouwd. Voor hij er terechtkwam was de molen al enkele keren afgebroken en herbouwd op een andere plaats. Zo had hij in Desselgem, Deerlijk en Stasegem gestaan.

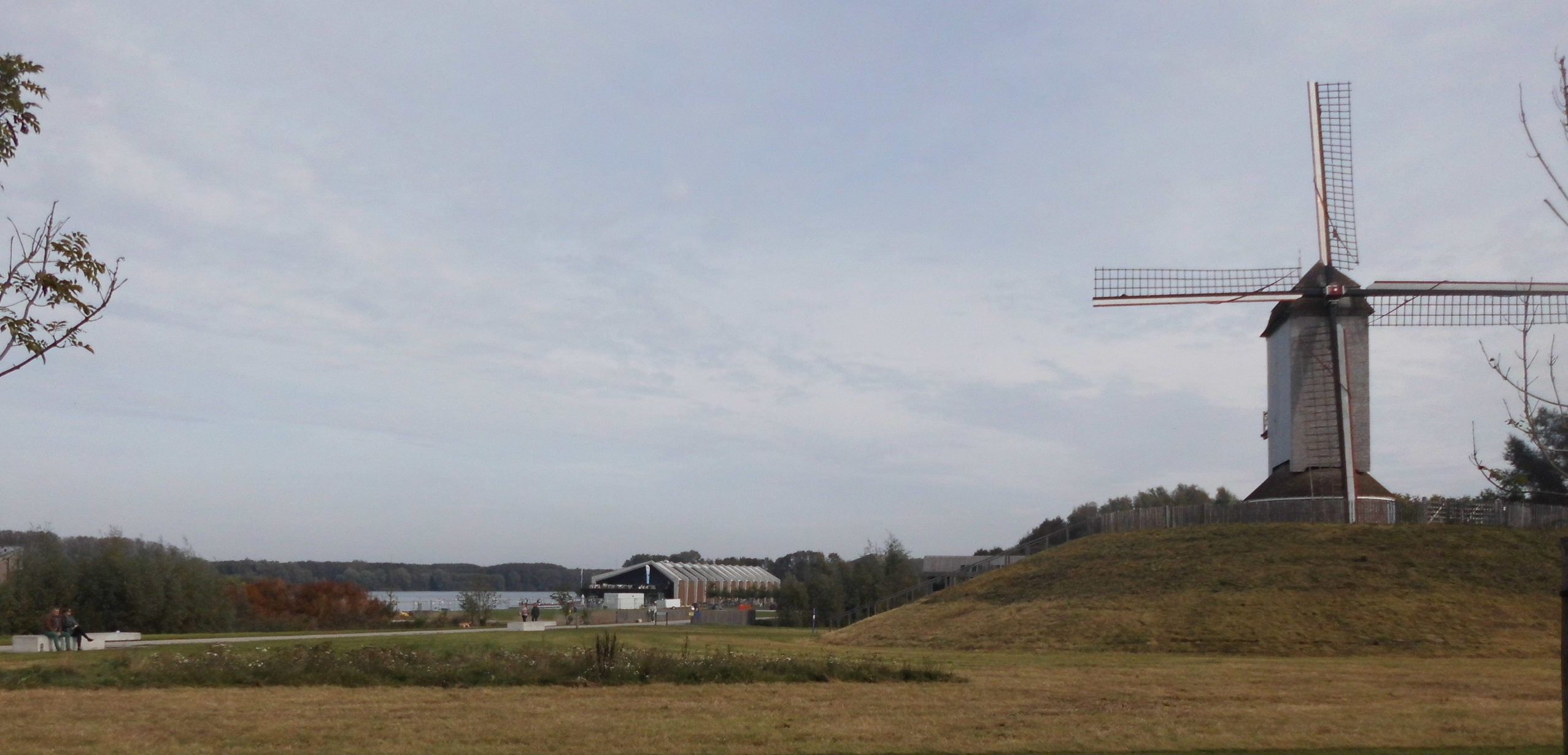
Panaroma-uitzicht